# Common Consolidated Corporate Tax Base
Common Consolidated Corporate Tax Base (CCCTB) (pol. wspólna skonsolidowana podstawa opodatkowania osób prawnych) – zaproponowany przez Komisję Europejską system obliczania podstawy opodatkowania w podatku dochodowym od osób prawnych prowadzących działalność na obszarze Unii Europejskiej. Taki łączny zysk ma być dzielony do opodatkowania przez poszczególne państwa w zależności od liczby pracowników, obrotu i dochodów w poszczególnych państwach.

## Powstanie koncepcji
Rada Europejska w marcu 2000 roku w Lizbonie ustaliła, że strategicznym celem stojącym przed Unią Europejską w XXI wieku jest „zostanie najbardziej konkurencyjną, dynamiczną, opartą na wiedzy gospodarką świata”. W tym celu wezwano w Lizbonie do ustanowienia takich ogólnych ram działalności ekonomicznej w UE, które będą sprzyjały przedsiębiorstwom i będą zachęcały je do inwestycji w Europie. Jako że opodatkowanie dochodu jest jednym z czynników branych pod uwagę przez inwestorów przy rozpoczynaniu nowych przedsięwzięć, 23 października 2001 roku Komisja Europejska, w wykonaniu podjętych założeń, przedstawiła komunikat, w którym zaproponowała ustanowienie skonsolidowanej podstawy opodatkowania dla dochodów osób prawnych działających w ramach rynku wewnętrznego UE.
W kolejnych latach trwały prace nad szczegółowymi założeniami systemu. Ich efektem był opublikowany przez Komisję 16 marca 2011 projekt dyrektywy w sprawie systemu CCCTB.

## Założenia i cechy konstrukcyjne systemu
Prowadzenie przedsiębiorstwa mającego swoje jednostki zależne w różnych państwach wiąże się ze znacznymi nakładami środków pieniężnych na zapewnienie zgodności działania poszczególnych jednostek z przepisami państw ich siedziby – w tym z przepisami prawa podatkowego. Wymagają one zazwyczaj składania odpowiednim organom państwowym regularnych sprawozdań finansowo-rachunkowych, które następnie podlegają szczegółowej weryfikacji. W razie stwierdzenia nieprawidłowości w tych sprawozdaniach, przedsiębiorstwo narażone jest na dotkliwe kary finansowe, a jego kadra zarządzająca także na postępowania karne (karno-skarbowe). Tymczasem przepisy prawa podatkowego mogą się znacząco różnić pomiędzy poszczególnymi państwami Unii. W przypadku podatku dochodowego od osób prawnych takich różnic można by upatrywać w szczególności w zakresie ustalania podstawy opodatkowania, co wynika z przyjmowania różnych definicji kosztów uzyskania przychodu i z wprowadzania różnych list przychodów zwolnionych całkowicie od podatku.
Założeniami systemu CCCTB są:
- ujednolicenie zasad obliczania podstawy opodatkowania w podatku dochodowym od osób prawnych;
- uproszczenie obowiązków sprawozdawczych związanych z zapłatą podatku dochodowego od osób prawnych przez przedsiębiorstwa prowadzące działalność gospodarczą poprzez jednostki zależne na terenie różnych państw UE;
- umożliwienie kompensowania strat osiąganych przez określone jednostki zależne z zyskami innych jednostek (nawet, gdy znajdują się w innym państwie UE), by zmniejszać w ten sposób całkowitą podstawę opodatkowania od wszystkich podmiotów zależnych tego samego podatnika – jeśli spełnione zostaną kwalifikowane wymogi dotyczące utworzenia grupy w systemie CCCTB;
- dobrowolny udział w systemie – przedsiębiorstwa, dla których pozostanie w ramach reżimów prawa podatkowego poszczególnych państw członkowskich będzie korzystniejsze, nie będą musiały obowiązkowo przechodzić na system CCCTB.

Cechy konstrukcyjne systemu CCCTB są ujęte w samej jego nazwie:
1. wspólna – oznacza to, że zasady systemu CCCTB będą dotyczyły przedsiębiorstw w całej Unii Europejskiej;
2. podstawa opodatkowania – oznacza kwotę dochodu osiągniętą przez przedsiębiorstwo, podlegającą bezpośrednio opodatkowaniu. Kwota ta jest wyliczana na podstawie osiągniętego przez przedsiębiorstwo przychodu, po odliczeniu od niego przychodów zwolnionych od opodatkowania oraz kosztów uzyskania przychodu, do których odliczenia uprawniają przepisy podatkowe – w przypadku podmiotów korzystających z systemu CCCTB będą to jednolite reguły ustanowione dyrektywą, a nie własne przepisy poszczególnych państw jak dotychczas.
3. skonsolidowana – podmioty korzystające z systemu CCCTB w zakresie stosowania jednolitych reguł ustalania podstawy opodatkowania, które spełnią dodatkowe wymogi dla utworzenia grupy w tym systemie (patrz niżej punkt Adresaci), mogą konsolidować swoje podstawy opodatkowania. W przypadku grupy przedsiębiorstw, każdy podmiot grupy oblicza wówczas swoją własną podstawę opodatkowania, według jednolitych unijnych reguł określonych w dyrektywie. Następnie dochodzi do kompensacji (owej konsolidacji) zysków i strat wszystkich podmiotów grupy. Oznacza to, że skonsolidowaną podstawę opodatkowania dla grupy będzie stanowiła różnica między sumą dochodów a sumą strat poszczególnych jednostek zależnych/podmiotów tworzących grupę.
Przykład:
Grupę tworzą: przedsiębiorstwo A, działające w Polsce, które za ostatni rok obrotowy osiągnęło zysk 12 mln euro; przedsiębiorstwo B, działające we Francji, które za ostatni rok obrotowy osiągnęło zysk 4 mln euro; przedsiębiorstwo C, działające w Bułgarii, które za ostatni rok obrotowy poniosło stratę 8 mln euro; przedsiębiorstwo D, działające w Hiszpanii, które za ostatni rok obrotowy poniosło stratę 2 mln euro. Skonsolidowana podstawa opodatkowania dla całej grupy wyniesie 6 mln euro, co wynika z obliczenia: (12+4)-(8+2)=16-10=6. Gdyby nie rozliczano podatku w systemie CCCTB, tylko w ramach poszczególnych krajów, cała grupa łącznie zapłaciłaby podatek od zysku w wysokości 16 mln euro (przedsiębiorstwo A w Polsce zapłaciłoby podatek od 12 mln euro, a przedsiębiorstwo B we Francji – od 4 mln euro), natomiast przedsiębiorstwa C i D mogłyby sobie w państwach swoich siedzib odliczyć poniesione teraz straty (odpowiednio 8 i 2 mln euro) od osiągniętych ewentualnie zysków w przyszłych latach obrotowych.
Jeżeli ustalona dla wszystkich jednostek skonsolidowana podstawa opodatkowania jest większa od zera, podlega ona podziałowi między wszystkie państwa członkowskie Unii Europejskiej, w których siedziby mają przedsiębiorstwa/zakłady grupy. Projekt dyrektywy zakłada, iż udział danego państwa w skonsolidowanej podstawie jest wyznaczany na podstawie trzech równoważnych (waga po 1/3) wskaźników, odnoszących się do przedsiębiorstwa/zakładu z siedzibą w danym państwie:
- wielkości jego kapitału (aktywów);
- wielkości zatrudnienia – na wartość tego wskaźnika w połowie wpływa liczba zatrudnionych pracowników i w połowie koszt ich wynagrodzeń;
- wielkości jego obrotu.

Ostatnim krokiem jest opodatkowanie przez państwo członkowskie przypadającego na nie udziału w skonsolidowanej podstawie – wyliczonego według powyższych reguł. Wysokość stawki podatku dochodowego od osób prawnych, jaka zostanie zastosowana przez dany kraj członkowski do jego udziału w skonsolidowanej podstawie, została pozostawiona do swobodnego uznania tego państwa – nie jest przewidziana harmonizacja stawek podatku.
W razie wykazania straty (skonsolidowana podstawa opodatkowania byłaby wówczas mniejsza od zera), można ją będzie kompensować z ewentualnymi dodatnimi skonsolidowanymi podstawami w kolejnych latach, zmniejszając w ten sposób należny podatek za te przyszłe lata. W dyrektywie nie przewidziano ograniczenia w postaci maksymalnej liczby lat, w których możliwe będzie rozliczanie straty.
4. osób prawnych – oznacza to, że z systemu CCCTB – co do zasady – będą mogły korzystać wyłącznie osoby prawne, które płacą podatek dochodowy (zob. też pozostałe wymogi w punkcie § Adresaci).

## Adresaci
Adresatami CCCTB są co do zasady podmioty, które prowadzą działalność gospodarczą w różnych krajach Unii Europejskiej, bez względu na wielkość tej działalności. Transgraniczność nie jest przy tym wymogiem koniecznym, by przyjąć do rozliczania podatku dochodowego system CCCTB w zakresie jednolitych zasad obliczania podstawy opodatkowania.
Jednakże skorzystanie z dobrodziejstwa systemu w postaci konsolidacji podstaw opodatkowania wymaga prowadzenia działalności w ramach grupy. Za grupę w rozumieniu dyrektywy o CCCTB uznaje się przedsiębiorstwo będące rezydentem UE (tzw. „główny podatnik”), wszystkie jego zakłady położone na obszarze UE oraz te jego jednostki bezpośrednio zależne i jednostki zależne niższego poziomu, w których główny podatnik posiada:
- więcej niż 50% praw głosu oraz
- prawo własności ponad 75% kapitału przedsiębiorstwa albo ponad 75% praw do zysku.

W razie utworzenia grupy, niemożliwe jest pozostawienie określonych zakładów lub jednostek zależnych poza grupą (tzw. reguła „all-in all-out”).
System CCCTB, jak wspomniano wyżej, jest zasadniczo przeznaczony dla osób prawnych, będących podatnikami podatku dochodowego. Dyrektywa stanowi jednak, że z systemu skorzystać będą mogły także inne podmioty, które na szczególnych zasadach zostały objęte w danym kraju Unii podatkiem dochodowym od osób prawnych. Z pomocą w ustaleniu czy dany podmiot może uczestniczyć w systemie CCCTB przychodzą załączniki do projektu dyrektywy. Załącznik II dookreśla jaki podatek w danym kraju UE uznaje się za podatek dochodowy od osób prawnych. Natomiast Załącznik I wymienia explicite typy podmiotów uprawnionych do uczestnictwa w systemie CCCTB według prawa każdego państwa członkowskiego. Dla Polski są to: spółki akcyjne, spółki z ograniczoną odpowiedzialnością, spółdzielnie oraz przedsiębiorstwa państwowe. Oprócz podmiotów narodowych, Załącznik I wymienia także – z racji ich immanentnego charakteru paneuropejskiego – spółki europejskie (SE) i spółdzielnie europejskie (SCE).
Takie sformułowanie wymogów uczestnictwa na gruncie prawa polskiego oznacza, że z systemu nie będą mogły korzystać spółki osobowe prawa handlowego (spółka jawna, spółka partnerska, spółka komandytowa i spółka komandytowo-akcyjna), jako że nie płacą same podatku dochodowego od swoich zysków – czynią to wspólnicy tych spółek. 
Dla uczestniczenia w systemie nie jest konieczna unijna rezydencja – w odniesieniu do działalności prowadzonej na terytorium Unii, z CCCTB będą mogły korzystać także przedsiębiorstwa z siedzibą poza jej obszarem. W takiej sytuacji grupę utworzą wszystkie zakłady oraz kwalifikujące się według powyższych kryteriów jednostki zależne danego przedsiębiorstwa zlokalizowane na obszarze UE.
Członkiem grupy nie może być przedsiębiorstwo niewypłacalne lub znajdujące się w likwidacji. W razie gdyby uczestnik grupy stał się niewypłacalny lub rozpoczęto by jego likwidację, ma on obowiązek opuścić grupę.
Wejście do systemu CCCTB wiąże się z obowiązkiem pozostania w nim przez pięć lat – ma to zapobiegać corocznym zmianom reżimu rozliczania podatku dochodowego przez przedsiębiorstwa – w zależności od tego, który reżim w danym roku okazałby się korzystniejszy (krajowy czy CCCTB).

## ZaletyCCCTB
- zmniejszenie kosztów prowadzenia działalności poprzez:
  - zniesienie konieczności stosowania odrębnych dla każdego kraju prowadzonej działalności przepisów regulujących naliczanie podstawy opodatkowania podatkiem dochodowym – dzięki CCCTB wystarczy zastosować jeden zbiór przepisów jednolitych dla obszaru całej UE;
  - zniesienie konieczności przygotowywania odrębnych sprawozdań dla organów administracji podatkowej w krajach działalności – dzięki CCCTB wystarczy złożyć tylko jedną deklaracją podatkową dla całej grupy w organie podatkowym głównego państwa członkowskiego danego przedsiębiorstwa;
- możliwość kompensowania strat niektórych zakładów/przedsiębiorstw z zyskami osiąganymi przez inne jednostki zależne w razie utworzenia grupy, wskutek czego dochodzi do obniżenia wysokości należnego podatku całej grupy (w porównaniu do sytuacji, gdyby osiągnięty zysk podlegał samodzielnie opodatkowaniu w państwie źródła bez względu na to, że w innym kraju podmiot zależny grupy poniósł straty – zob. przykład wyżej);
- wyeliminowanie problemu ustalania cen transferowych dla transakcji wewnątrzgrupowych – ze względu na fakt, że przy obliczaniu skonsolidowanej podstawy opodatkowania pomija się zyski i straty wynikające z transakcji przeprowadzanych bezpośrednio między członkami grupy.

Komisja Europejska szacuje, iż każdego roku CCCTB przyniesie przedsiębiorstwom w całej UE oszczędności w wysokości 0,7 mld euro w postaci mniejszych kosztów przestrzegania przepisów i kolejne 1,3 mld euro oszczędności dzięki umożliwieniu kompensowania przez przedsiębiorstwa zysków i strat.

## CCCTBa suwerenność podatkowa państw członkowskich
Zgodnie z ogólnymi zasadami prawa UE, Unia Europejska działa tylko w ramach kompetencji przyznanych jej przez państwa członkowskie, które zachowują we własnej gestii pozostałe kompetencje. Zgodnie z art. 113 Traktatu o funkcjonowaniu UE, dla ustanowienia i funkcjonowania rynku wewnętrznego oraz uniknięcia zakłóceń konkurencji, Unia Europejska została wyposażona w kompetencję do harmonizacji przepisów prawa podatkowego w zakresie podatków pośrednich (tj. podatków obrotowych – przede wszystkim podatku VAT i akcyzy). Ze względu na znacznie mniejsze oddziaływanie podatków bezpośrednich (np. podatki dochodowe) na rynek wewnętrzny, w tym zakresie zharmonizowano jedynie określone zagadnienia, które taki wpływ mają (jak np. wypłata odsetek i należności licencyjnych pomiędzy spółkami powiązanymi różnych państw członkowskich w dyrektywie Rady 2003/49/WE), całą resztę pozostawiając suwerennej decyzji poszczególnych krajów. Stąd też wynika w zasadzie pełna dowolność państw członkowskich w ustaleniu wysokości stawek stosowanych podatków dochodowych, czy też w ustaleniu co podatnik może zaliczyć do kosztów uzyskania przychodu i tym samym obniżyć kwotę dochodu do opodatkowania.
W związku z brakiem pewności co do tego, jak przebiegnie alokacja wpływów z podatku dochodowego w całej Unii po wprowadzeniu systemu CCCTB, obniżenia tych wpływów obawiają się zarówno państwa starej Unii, jak i te, które dokonały akcesji od 2004 roku. Te pierwsze boją się manipulowania przez przedsiębiorstwa mechanizmami systemu CCCTB tak, by większa część podstawy opodatkowania przypadała państwom stosującym niskie, konkurencyjne stawki podatku dochodowego od osób prawnych – czyli przede wszystkim nowym państwom UE. Te państwa z kolei sugerują, że rozliczenia w ramach systemu CCCTB przetransferują część przypadających im dotychczas wpływów z tytułu podatku dochodowego od osób prawnych do krajów unijnej piętnastki. Bez względu na to, który scenariusz by się ziścił, zgoda na wprowadzenie systemu CCCTB oznacza dla wszystkich państw członkowskich częściową utratę kontroli nad wysokością wpływów z tytułu podatku dochodowego od osób prawnych. Państwa nie będą mogły dalej w pełni swobodnie kształtować regulacji prawnych tego podatku, tak jak to czynią do tej pory, stosownie do własnych potrzeb budżetowych.
W związku z powyższym, państwa członkowskie podnoszą, iż dyrektywa CCCTB narusza ich wyłączne uprawnienia w zakresie opodatkowania bezpośredniego. Na ten zarzut Komisja odpowiada dwoma podstawowymi argumentami. Po pierwsze, wskazuje, że system CCCTB zakłada dalszą samodzielność poszczególnych państw członkowskich w kształtowaniu wysokości stawek podatku dochodowego od osób prawnych, które te kraje zastosują do przypadającej im części skonsolidowanej podstawy opodatkowania. Po drugie, projekt Komisji zakłada dobrowolność przyjęcia systemu CCCTB jako sposobu rozliczenia podatku dochodowego przez grupę podmiotów. Ten argument traci jednakże na znaczeniu w związku z poprawką Parlamentu Europejskiego, która przewiduje obligatoryjne stosowanie CCCTB (zob. punkt § Wprowadzenie w życie). W związku z tym, dopiero decyzja Rady w sprawie przyjęcia dyrektywy rozstrzygnie o zastosowanym rozwiązaniu.

## Wprowadzenie w życie
Nad projektem dyrektywy w sprawie CCCTB proceduje się w trybie specjalnej procedury ustawodawczej, zgodnie z art. 115 Traktatu o funkcjonowaniu UE. Głównym ustawodawcą jest więc Rada, która dla wprowadzenia aktu w życie musi – po uprzedniej konsultacji z Parlamentem Europejskim i Komitetem Społeczno-Ekonomicznym – przyjąć akt jednomyślnie. Po przyjęciu aktu nastąpi jeszcze okres, w którym państwa członkowskie będą musiały dokonać transpozycji dyrektywy do swoich porządków prawnych, co według przewidywań Komisji może zająć od dwóch do trzech lat. Dopiero po upływie powyższego okresu przepisy dyrektywy będą miały zastosowanie.
19 kwietnia 2012 roku Parlament Europejski w głosowaniu opowiedział się większością 452 głosów za przyjęciem projektu dyrektywy (wobec 172 głosów przeciw i 36 wstrzymujących się) w ramach procedury konsultacji. Parlament wprowadził do projektu kilka poprawek – w szczególności:
- Parlament chce, by CCCTB stał się obowiązkowym systemem obliczania podstawy opodatkowania dla wszystkich przedsiębiorstw objętych zakresem dyrektywy w ciągu pięciu lat od jej wejścia w życie;
- Parlament proponuje zmianę formuły rozdziału skonsolidowanej podstawy opodatkowania – waga wskaźników kapitału (aktywów) i zatrudnienia miałaby wynosić po 45%, a waga wskaźnika obrotu 10%.

Sejm RP uchwałą z 13 maja 2011 roku uznał projekt dyrektywy w sprawie CCCTB za niezgodny z zasadą pomocniczości. Sejm kwestionuje możliwość stanowienia przez Unię Europejską przepisów prawa podatkowego w odniesieniu do podatków bezpośrednich, jako niemającą podstawy w traktatach. Tym samym, zdaniem Sejmu, projekt dyrektywy w sprawie CCCTB, jako owoc przekroczenia zakresu swoich kompetencji przez UE, jest niezgodny z zasadą pomocniczości. Podobne zdanie ma także kilka innych państw członkowskich (m.in. Bułgaria, Szwecja, Irlandia).
Według profesora Dominika Gajewskigo ze Szkoły Głównej Handlowej dobrowolność poddania się CCCTB sprawi jego niską skuteczność w unikaniu opodatkowania.